# Sportski list
Sportski list je bio hrvatski tjednik koji je izlazio u Osijeku. Prvi broj ovih novina izašao je travnja 1926. godine, a u zadnji veljače 1930. godine. Bio je službeno glasilo Osječkog nogometnog podsaveza.
Nastavak je izlaženja Slavonskoga športskog lista. Sportski list je imao svoju numeraciju (od početka svog izlaženja), a od 4. godine i br. 17 ima dvostruku numeraciju, pri čemu je druga brojka nastavak prethodne publikacije.